# ガスパンの滝
ガスパンの滝（英語、Ngatpang Waterfalls）は、パラオ諸島のバベルダオブ島にある滝。

## 地理
バベルダオブ島の中部、北緯7度27分11秒、東経134度31分44秒に位置しており、この場所はパラオのガスパン州に属している

。
滝の標高は30 mである

。
バベルダオブ島内にはガラスマオの滝なども存在する。